# Galg op de Emmaberg

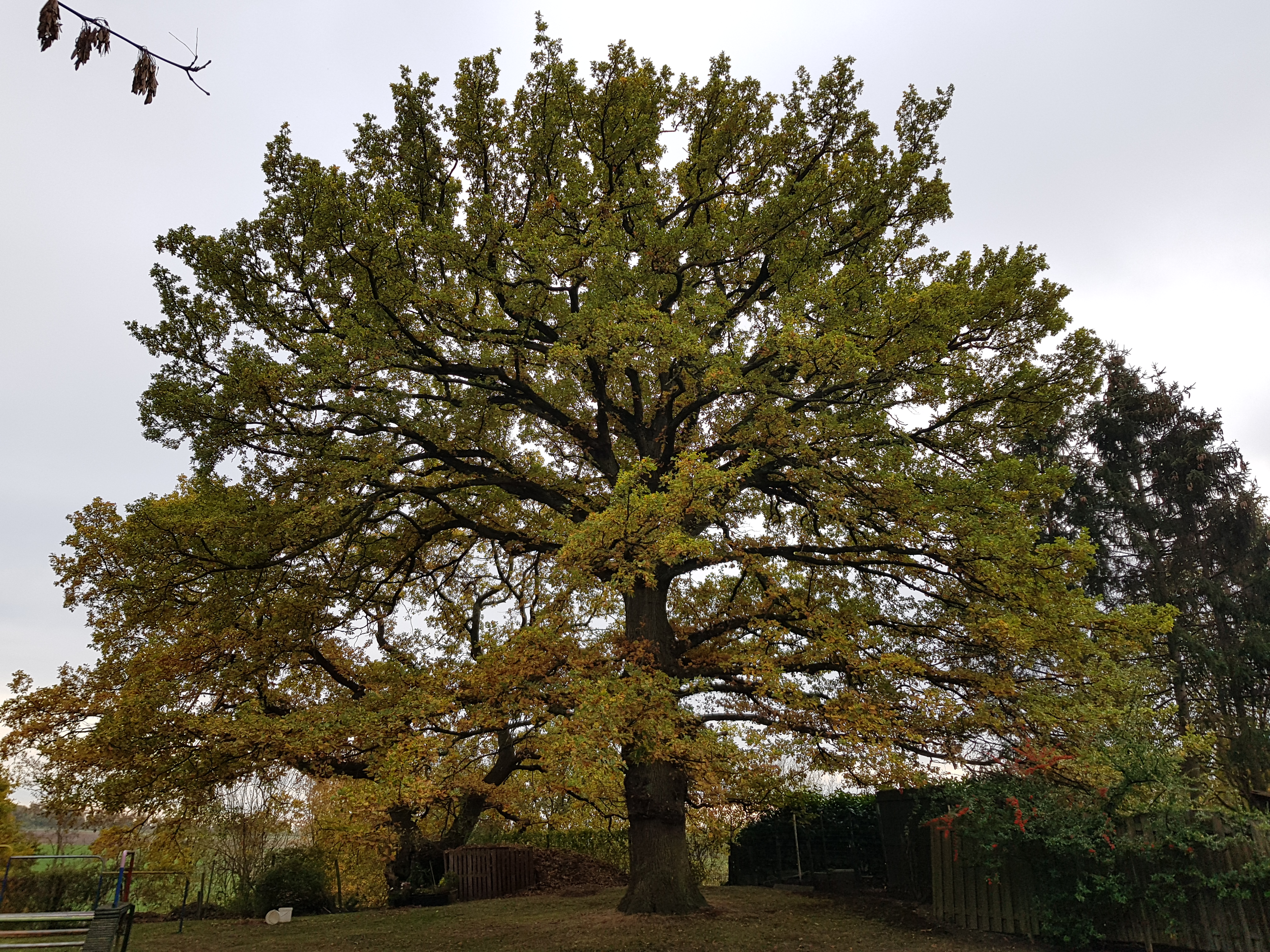
De eik waarnaast de galg heeft gestaan

De galg op de Emmaberg was een galgenveld in de tegenwoordige Limburgse gemeente Valkenburg aan de Geul in Nederland. De galg stond op de Emmaberg in de tuin van hotel-pension Bergrust in het gehucht Emmaberg ten noorden van Valkenburg.

## Geschiedenis
De galg stond op de grens van Hulsberg en Valkenburg en hier werd vroeger recht gesproken: misdadigers opgehangen. Het galgenveld was in gebruik voor de schepenbank Klimmen, waartoe onder andere Hulsberg behoorde.
In de 18e eeuw werden hier 70 bokkenrijders opgehangen.